# Bombyx de l'acacia
Streblote acaciae
Espèce
Le bombyx de l'acacia (Streblote acaciae) est un lépidoptère appartenant à la famille des Lasiocampidae.
- Répartition : Afrique.
- Envergure du mâle : de 18 à 19 mm.
- Période de vol : de février à mai.
- Plantes-hôtes : diverses espèces d’acacias.

## Source
- P.C. Rougeot, P. Viette, Guide des papillons nocturnes d'Europe et d'Afrique du Nord, Delachaux et Niestlé, Lausanne 1978.